# Байчурін Гумер Гілязетдинович
Гумер Гілязетдинович Байчурін (нар. 1890, село Середня Меша Мамадишського повіту Казанської губернії, тепер Татарстану, Російська Федерація — розстріляний 9 травня 1938, місто Казань, тепер Татарстан, Російська Федерація) — радянський діяч, голова Центрального виконавчого комітету Татарської АРСР, член ЦВК СРСР 7-го скликання. Член Центральної контрольної комісії ВКП(б) у 1930—1934 роках.

## Біографія
Народився в бідній селянській родині. Закінчив земську школу. У 1906—1914 роках працював на смарагдових копальнях в Єкатеринбурзькому повіті, робітником Киштимського металургійного заводу, робітником заводів Малиновки, Усолья, Чусової, забійником на Карабашських шахтах, доменником Сульмінського металургійного заводу.
З вересня 1915 по 1917 рік служив у російській армії, учасник Першої світової війни. Після Лютневої революції 1917 року обраний членом полкового солдатського комітету, а потім командиром взводу. 22 жовтня 1917 року прибув до Казані в 95-й полк російської армії. У 1917 році брав участь у жовтневому більшовицькому повстанні в Казані.
Член РКП(б) з липня 1918 року.
У 1918 році — завідувач Казанської школи підготовки молодшого командного складу РСЧА. Після захоплення Казані в 1918 році частинами Чехословацького корпусу вступив до червоногвардійського загону «Залізної дивізії» Азіна в місті Арську, воював біля Казані. У 1919—1920 роках — завідувач культурно-просвітницького відділу, військовий комісар 2-го мусульманського полку Туркестанського фронту РСЧА. Після важкої хвороби служив у запасному полку РСЧА в Самарі, а в травні 1920 року —  в політичному управлінні Заволзького військового округу. У 1920 році направлений в Казань, призначений політичним керівником особливої окремої роти при революційному комітеті.
З 1920 року — керуючий Кулаєвського радгоспу Арського кантону Татарської АССР. До лютого 1925 року — директор Татарського тресту радгоспів.
У лютому 1925 — червні 1927 року — голова виконавчого комітету Мензелінської кантонної ради Татарської АРСР; відповідальний секретар Мензелінського кантонного комітету ВКП(б) Татарської АРСР.
У червні 1927 — лютому 1930 року — заступник голови Татарської обласної контрольної комісії ВКП(б) — заступник народного комісара робітничо-селянської інспекції Татарської АРСР.
У лютому 1930 — січні 1934 року — голова Татарської обласної контрольної комісії ВКП(б) — народний комісар робітничо-селянської інспекції Татарської АРСР.
У грудні 1934 — вересні 1937 року — голова Центрального виконавчого комітету Татарської АРСР.
31 серпня 1937 року заарештований органами НКВС. Засуджений Воєнною колегією Верховного суду СРСР 9 травня 1938 року до страти, розстріляний того ж дня в місті Казані.
1956 року посмертно реабілітований.